# Sidor Kowpak
Sidor Artiemiewicz Kowpak, ros. Сидор Артемьевич Ковпак, ukr. Сидір Артемович Ковпак (ur. 26 maja?/7 czerwca 1887 w Kotelwie, zm. 11 grudnia 1967 w Kijowie) – radziecki dowódca oddziałów partyzanckich w czasie II wojny światowej pochodzenia ukraińskiego, generał major Armii Czerwonej, dwukrotny Bohater Związku Radzieckiego (1942, 1944).

## Życiorys
W 1914 roku został zmobilizowany do Armii Imperium Rosyjskiego. W jej szeregach walczył podczas I wojny światowej, za co otrzymał cztery odznaczenia. W 1917 roku przyłączył się do bolszewików. Walczył w składzie 25 Dywizji Czapajewa.
W czasie II wojny światowej był jednym z organizatorów radzieckiego ruchu partyzanckiego na Ukrainie – początkowo jako dowódca zgrupowania putywlskiego, potem jako dowódca wszystkich oddziałów obwodu sumskiego.
Latem 1943 roku przeprowadził tzw. rajd Kowpaka – śmiały zagon partyzancki z terenów północno-wschodniej Ukrainy w Karpaty, którego celem było zorganizowanie sowieckiej partyzantki na obszarze zachodniej Ukrainy oraz dywersja na liniach komunikacyjnych i zaopatrzeniowych niemieckich armii walczących w tym czasie na łuku kurskim. Liczący ok. 2000 ludzi oddział Kowpaka przebył w sumie ponad 2000 km, niszcząc 19 niemieckich transportów kolejowych i 51 składów, wysadzając 52 mosty oraz prowadząc sabotaż w elektrowniach i punktach wydobycia ropy w Borysławsko-Drohobyckim Zagłębiu Naftowym.
W grudniu 1943 roku Kowpak z powodu choroby został ewakuowany na tyły do Kijowa. W lutym 1944 roku na bazie jego oddziałów sformowano 1 Ukraińską Dywizję Partyzancką, której nadano jego imię. Ta dowodzona przez Petra Werszyhorę jednostka przeprowadziła dwa kolejne wielkie rajdy na tereny dzisiejszej zachodniej Ukrainy, Białorusi oraz wschodniej Polski. Oddziały Kowpaka walczyły zarówno przeciwko Niemcom, jak i Ukraińskiej Armii Powstańczej.
Jeszcze w trakcie wojny, w 1944 roku, czynnie zaangażował się w działalność Komunistycznej Partii Ukrainy i został wybrany deputowanym do Rady Najwyższej Ukraińskiej SRR, a od 1947 roku był zastępcą przewodniczącego Prezydium Rady Najwyższej ZSRR.

## Wspomnienia
- От Путивля до Карпат, 1949
- Из дневника партизанских походов, 1964

## Odznaczenia
- Złota Gwiazda Bohatera Związku Radzieckiego (dwukrotnie, 18 maja 1942[2] i 4 stycznia 1944[3])
- Order Lenina (czterokrotnie, 18 maja 1942, 23 stycznia 1948, 25 maja 1957 i 25 maja 1967)
- Order Czerwonego Sztandaru (24 grudnia 1942)
- Order Suworowa I klasy (2 maja 1945)
- Order Bohdana Chmielnickiego I klasy (7 sierpnia 1944)
- Krzyż Zasługi Wojskowego Orderu Świętego Jerzego III klasy
- Krzyż Zasługi Wojskowego Orderu Świętego Jerzego IV klasy

Oraz medale i ordery Polski, Węgier i Czechosłowacji.